# Sakar Peak
Sakar Peak är en kulle i Antarktis. Den ligger i Sydshetlandsöarna. Argentina, Chile och Storbritannien gör anspråk på området. Toppen på Sakar Peak är 355 meter över havet.
Terrängen runt Sakar Peak är kuperad åt nordväst, men åt sydost är den platt. Havet är nära Sakar Peak åt sydost. Trakten är glest befolkad. Närmaste befolkade plats är St. Kliment Ohridski Base, 15,3 kilometer sydväst om Sakar Peak. 